# Macroscapha marchilensis
Macroscapha marchilensis is een mosselkreeftjessoort uit de familie van de Macrocyprididae. De wetenschappelijke naam van de soort is voor het eerst geldig gepubliceerd in 1961 door Hartmann.